# Kovács Sándor (építészmérnök)
Kovács Sándor (Kunszentmárton, 1935. május 9. – Várpalota, 2022. január 13.) aranydiplomás magyar tervező építészmérnök.

## Élete
Kunszentmártonban született jászsági gazdálkodó és értelmiségi családból. Apja Kovács Sándor gépészmérnök, édesanyja Gonda Jolán. Négygyerekes katolikus családba született. Felmenői között publicisták, jogászok, mérnökök, orvosok és kiváló sportolók is találhatók. Iskoláit Kassán, Passauban és Budapesten végezte. Kitűnő érettségivel került a Budapesti Műszaki Egyetemre, jeles diplomatervét (Modern Művészetek Múzeuma) a Művelődési Minisztérium díjjal jutalmazta. 
1961-ben megnősült, felesége Jarina Mária (technikus). Két gyermeke Péter és Tünde, valamint 5 unokája született.
Életének 87. évében súlyos és gyógyíthatatlan betegsége után 2022. január 13-án hunyt el.

## Munkahelyei
- Építésügyi Minisztérium
- Postai Tervező I.
- MATÁV Mérnöki Ir.
- Csepel vas-és Fémművek
- Seitz mérnöki Ir.; Universale Bau (Bécs)
- KFK 2000 Kft. – magán építésziroda

Beosztásai: tervező, miniszteri kiemelt fizetésű vezetőtervező, osztály-, irodavezető, szakági főmérnök

## Tervezési terület
- Postai és hírközlési épületek tervezése: Balatonfüred, Várpalota, Szentgotthárd, Balatonalmádi, Eger, Győr, Tatabánya, Székesfehérvár
- Televízió-, mikrohullámú, űrtávközlési épületek és kilátó-vendéglők: Pécs-Misina tető, Komádi, Békéscsaba, Sopron, Taliándörögd,[4] tv-adó Líbiában
- Egyéb épületek: Sportcentrum – Bp. Egressy út, Orfű – vízisporttelep és üdülő, Siófok – izraelita imaház, Schrack E. T. kelet-európai elosztóközpont (XVII. kerületi ipari park), Kiskunhalas – lakóépület és üzletház, XI. kerületi idősek otthona[5]

- Nyaralók, családi és társasházak: Budapest, a Balatonnál, Zebegény, Galyatető, Ráckeve, Halásztelek, Vecsés, Nagykáta, Solymár
- Tanulmány és ajánlati tervek: Magyarországon és külföldön
- Műszaki előírások, tervezési irányelvek fordítása és kidolgozása: ÉTI, Magyar Posta, MATÁV, Ericson, Siemens megbízásából.

A sokirányú tervezési területhez kapcsolódó néhány jellemző és meghatározó munka ismertetése:
TECHNOLÓGIAI ÉPÜLETEK:
Balatonalmádi Posta épület
A nyers vasbetonépület egyik első megvalósult alkotása 1964-ből. Később a tervező engedélye nélkül átépítették.
Tatabánya Távbeszélő központ
Az egész létesítmény tervezése vízszintes és függőleges irányban téglamodulban készült, nyers téglaburkolattal.
Pécs Misnatető Tv adó és Kilátóvendéglő
Generáltervező: POTI, vezetőtervező: KOVÁCS SÁNDOR, beépítési terv, építész tervek: Adóépület, Energia épület, Kilátóvendéglő és Bár épület, Torony adó és presszó szint, Tápvonal híd, Erkélyek elrendezése. (Megjegyzés: az eredetileg tervezett karcsú egy köpenyű toronytörzset a MÉLYÉPTERV tervezte át kettős köpenyű vaskosabb kialakításúra. 
Publikációk: Építőművészet, Építőipar, Műszaki Tervezés szakmai folyóiratokban.
Az egész létesítmény energiaellátási, épületgépészeti, elektromos, akadályfény és kivilágítás, valamint a rádió és átviteltechnikai tervezése a POTI (Postai Tervező Intézet) munkája.
A torony szerkezet és csúszózsalus technológia tervezője a MÉLYÉPTERV.
A nagyszámú szakági tervezők névsora a vonatkozó kiadványokban és terveken szerepel.
Sopron, Dalos-hegy TV és Mikrohullámú állomás: Generáltervező: POTI 

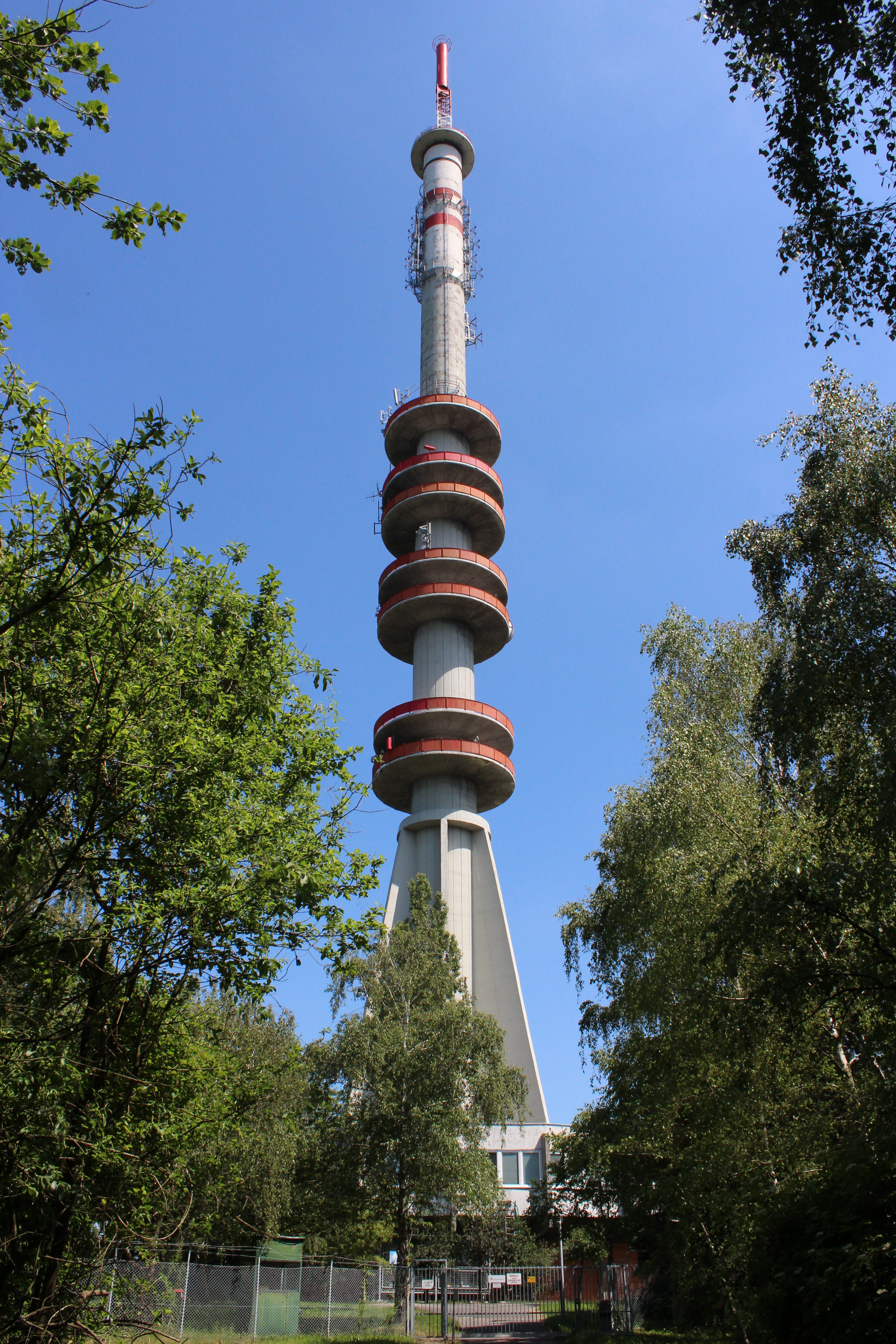
Soproni TV adó, összkép az erdei út irányából

Építészek: Kovács Sándor POTI, Vízvárdi István MÉLYÉPTERV
A toronyépítmény a szokásos tölcsér alapozás helyett 6 db papucs talpas és vasbeton bordán támaszkodik. A vízszintes erőket a ráhúzott vasbeton adóépület gallér biztosítja. 
A toronytörzs az első emeletről indul. A kedvező panorámalehetőség ellenére kilátó nem készült, a meglévő Károly-kilátó idegenforgalmi jelentősége miatt.
Publikációk: Építőművészet címlap és részletes leírás; Műszaki Tervezés folyóirat, tervezés és kivitelezés ismertetése
Taliándörögd, Űrtávközlési Földi Állomás: Generáltervező: POTI, Építész: Kovács Sándor
Hazánk egyetlen ilyen, különleges technológiai igényeket kielégítő létesítménye, amely mind az építészeti megfogalmazás, mind a szakmai szempontok jó megoldásával egyedülálló alkotás.
Publikációk: Szakkönyvek, Műszaki Tervezés, Építőipar
EGYÉB FUNKCIÓJÚ ÉPÜLETEK:
A változatos és sokrétű postai és hírközlési feladat mellett gazdag választékban készültek egyéb funkcionális területre készülő munkák a korábbi felsorolás szerint. Ezek közül kiemelhetők az alábbiak:
Orfű: Vízi-sporttelep és üdülő: 

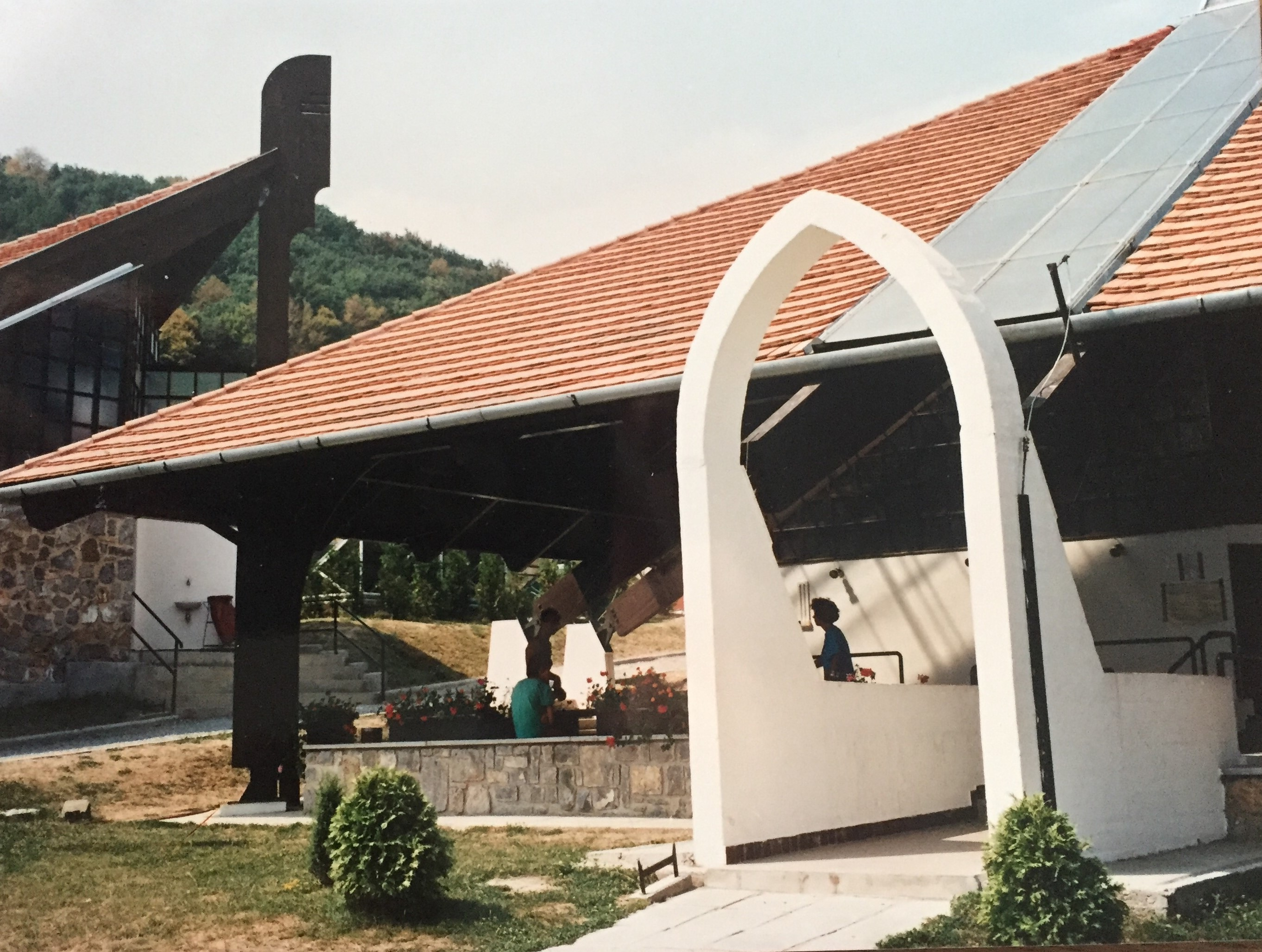
Fotó: A központi étterem, háttérben a szociális épülettel.

Az épület a környezetbe illő fa és cserépfedésű architektúrával készült. Újdonságként a melegvízellátást napelemekkel biztosítják.
Siófok: Izraelita Imaház (zsinagóga): Építész és belsőépítész egyaránt Kovács Sándor
Az épület eredetileg családiházas környezetbe épült a régi zsinagóga helyére, de utólag a környezet teljesen átépült.
Az épületről szóló publikáció megtalálható a Magyar Zsinagógák c. könyvben. 
Az épület átlós szerkesztését a szertartások keletelt tájolása indokolta.Schrack Energietechnik Közép-Európai Központ és magas raktár
Budapest, XVII. ker. Ipari park
Fotó:  Főbejárat, Előcsarnok (díszkút Kodolányi László)
EGYÉB TERVEZETT LÉTESÍTMÉNYEK:
Matáv Központi Irodaház terve: 

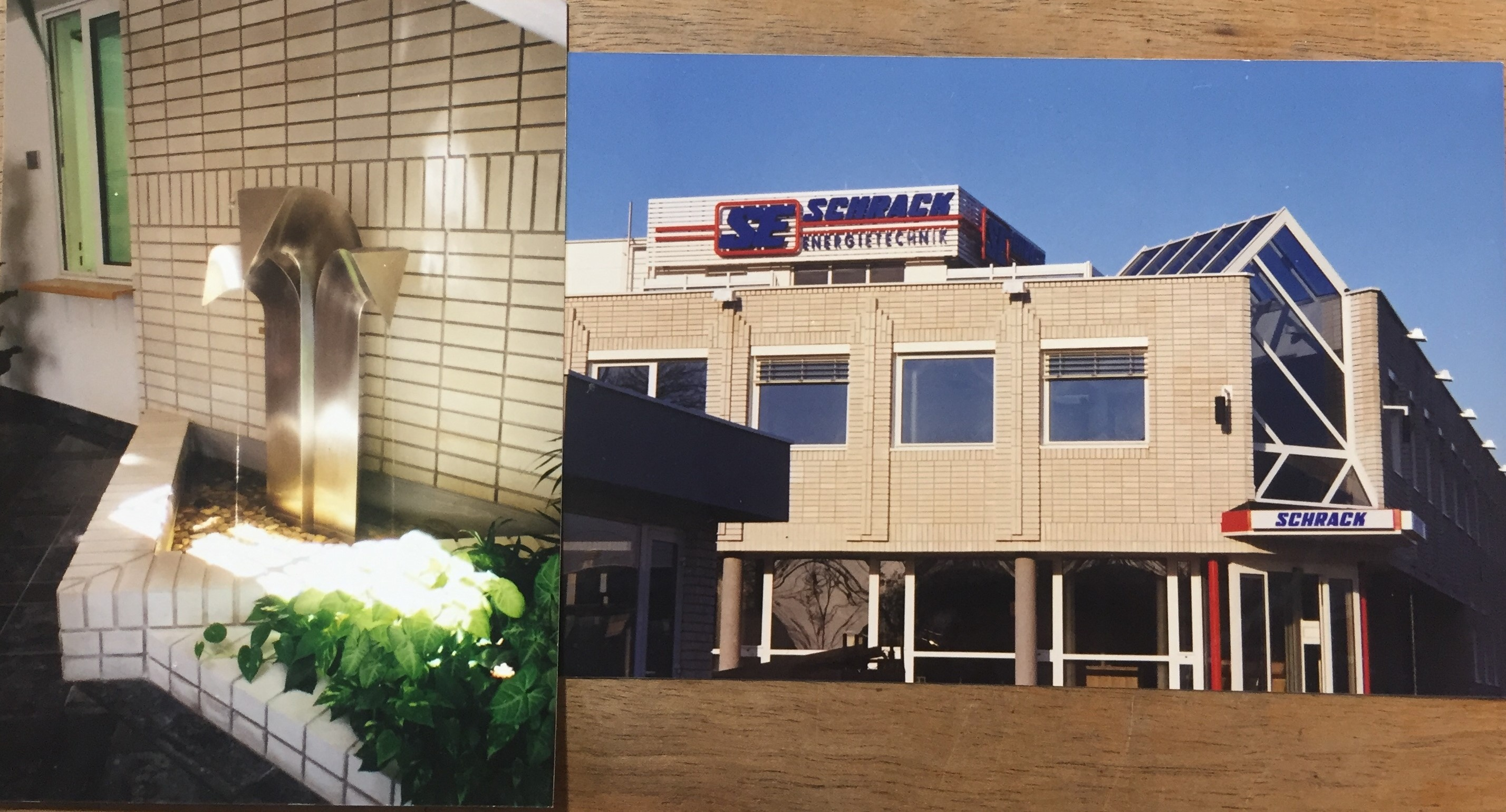
Schrack-ház Főbejárat és előcsarnok

A tervezett homlokzat helyett a Török Ferenc által készített a meglevő szocreál homlokzat, felújításával készült a belső alaprajzok részbeni módosításával és a garázsszint kialakításának átvételével.
Budapest, AVL Mobil motorvizsgáló állomás:
Társtervező: MULTIPLAN (Kozma Sándor)
Németország Raklapgyártó üzem terve (Düsseldorf mellett):
Építész társtervező: MULTIPLAN (Kozma Sándor)
Balatonboglár, MINI EURÓPA:
Természeti látványok szabadtéri gyűjtemény és Konferenciaközpont.
Ötletterv szinten készült terv:  
„4 Evangelista” Római Katolikus Templom, Multifunkciós Futball és labdajáték Stadion, családi programhelyiségekkel.
A több mint 40 megvalósult épülete tervezésében közreműködtek a vezetése alatt álló Iroda szaktervezői és munkatársai, akik a Magyar Posta és a Hírközlési Épületek többségének is tervezői voltak.

## Szakkönyvek, publikációk (szerző, illetve társszerző)
Modern építészeti lexikon; Postaépítészet Magyarországon; Postamérnöki szolgálat második 50 éve, 1938–1988; Zsinagógák; A Magyar tervezőirodák története; Űrtávközlés építészete; Balatoniak. Térségi lexikon

## Kitüntetések, elismerések
- Építészeti Nívódíj, 1971
- Miniszteri kiemelt fizetés, 1972
- Kiváló munkáért díj[8] 4 alkalommal
- Távközlésért érdemérem, 1990

### Építészeti tervpályázati eredmények (szerző, illetve társszerző)
- Első díj: vidéki kisposta; Martinelli tér rendezése (megosztott első hely); Pécs-Misina tető autóbusz-végállomás (1. és 2. hely); Határőr úti garzonház; hírlapárusító pavilon
- Második díj: Kékes TV és idegenforgalmi Központ; Bevásárló és Szolgáltató központ; Ferihegyi repülőtér
- Harmadik díj: Típus vidéki családi ház
- Negyedik díj: Aranyhegyi TV Székház és Stúdió (megosztott 4. hely); Líbiai tv-lánc; St. Pölten Landhaus

Építész zsüror tervpályázatokon: MÉSZ; Magyar Posta; ÉTE; Ausztria Posta Szállítási üzem képviseletében. 

## Tagságok
A szakmai szövetségek közül a Magyar Építőművész Szövetség, az Építész Kamara tagja, valamint építési szakértő.

## Szakmai-tanulmányi utak
- Skandináv országok
- USA
- Kanada
- Nagy-Britannia
- Németország
- Ausztria
- MÉSZ-kongresszusokon való szakmai képviselet